# یواس‌اس چارلستون (سی-۲)
یواس‌اس چارلستون (سی-۲) (به انگلیسی: USS Charleston (C-2)) یک کشتی بود که طول آن ۳۲۰ فوت (۹۷٫۵ متر) بود. این کشتی در سال ۱۸۸۸ ساخته شد.